# 30ª Brigata meccanizzata "Principe Konstanty Ostrogski"
La 30ª Brigata meccanizzata autonoma "Principe Konstanty Ostrogski" (in ucraino 30-та окрема механізована бригада імені князя Костянтина Острозького?, 30-ta okrema mechanizovana bryhada imeni knjazja Kostjantyna Ostroz'koho, unità militare А0409) è un'unità di fanteria meccanizzata delle Forze terrestri ucraine, subordinata al Comando operativo "Nord" e con base a Zvjahel'.

## Storia

### Unione Sovietica
Le origini della brigata risalgono al settembre 1941, quando a Samarcanda (attuale Uzbekistan) venne costituita l'83ª Divisione di cavalleria dell'Armata Rossa. Durante l'inverno la divisione si trincerò presso la stazione di Lysi Gory, nell'oblast' di Saratov. Successivamente venne spostata a Rjažsk, dove prese parte alla controffensiva sovietica alle porte di Mosca. A partire dal 1942 fu aggregata al 7º Corpo di cavalleria, finché il 19 gennaio 1943 questo venne rinominato 6º Corpo di cavalleria delle guardie, e la divisione 13ª Divisione di cavalleria delle guardie. Combatté poi a Dubno nel 1944, come anche nella battaglia di Debrecen, e terminò la guerra nelle file del 2º Fronte Ucraino nel maggio 1945.
Al termine della seconda guerra mondiale l'unità venne trasferita a Novohrad-Volyns'kyj (oggi Zvjahel'), e il 1º agosto 1945 riconvertita in 11ª Divisione meccanizzata delle guardie. Fra novembre e dicembre 1956 prese parte alla repressione della rivoluzione ungherese del 1956, subendo 44 perdite durante la campagna. Il 4 giugno 1957 diventò la 30ª Divisione corazzata delle guardie. Trascorse la maggior parte della guerra fredda venendo mantenuta al 25% della forza combattiva.

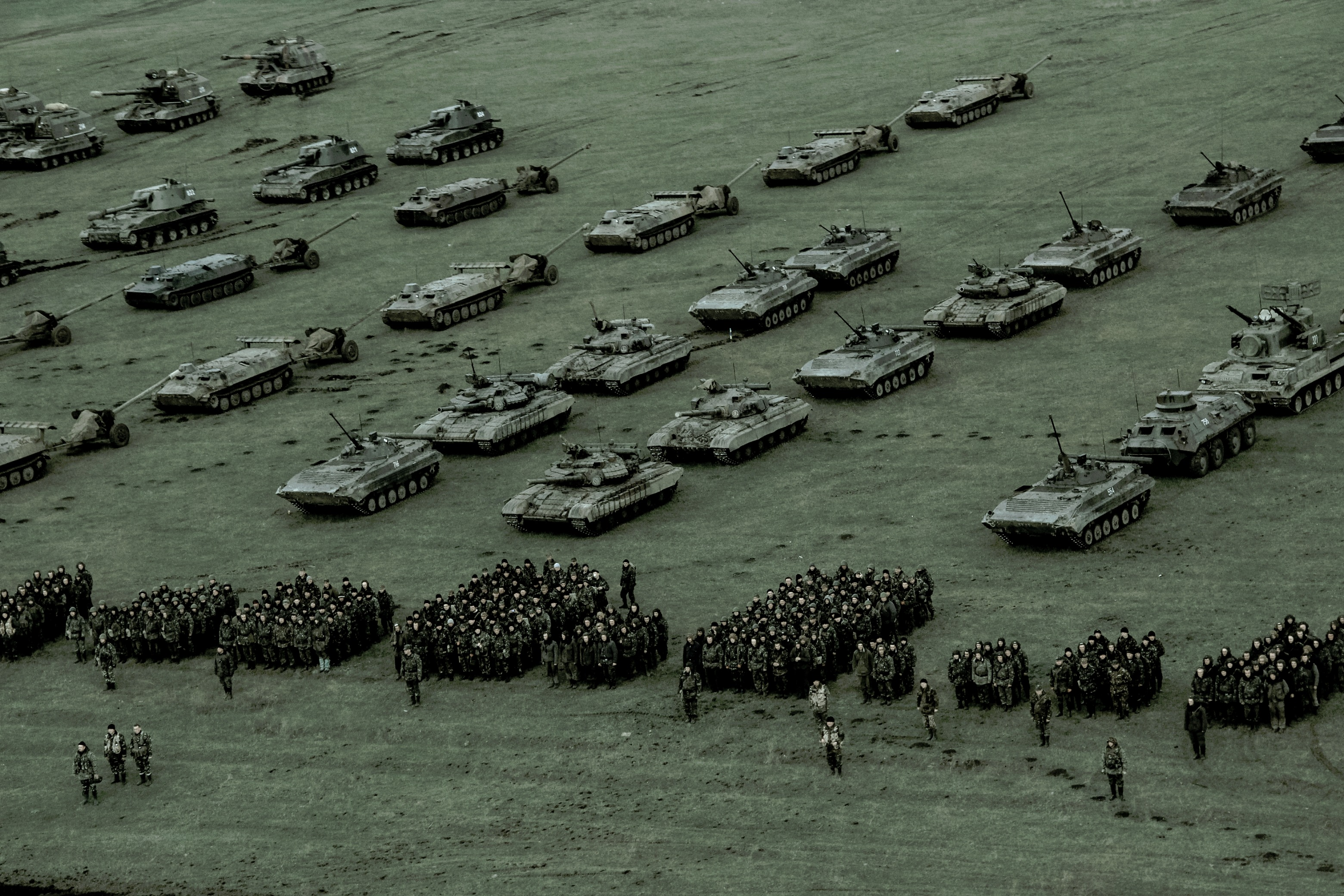
Mezzi della 30ª Brigata presso il centro di addestramento di Šyrokyj Lan, 13 aprile 2014.

### Ucraina
In seguito allo scioglimento dell'Unione Sovietica l'unità passò sotto il controllo dell'Ucraina. Il 30 luglio 2004 venne riformata sotto forma di brigata. Oltre un centinaio di soldati della brigata presero parte a missioni di peacekeeping in Sierra Leone, Libano, Iraq e Kosovo. Un battaglione ha fatto parte del Battaglione polacco-ucraino delle forze di pace durante la rotazione del 2006. Il 12 ottobre 2007 il 2º Battaglione meccanizzato è stato schierato in Kosovo, sempre come parte del POLUKRBAT. Nell'autunno del 2014 la brigata venne rinforzata con il 10º Battaglione di difesa territoriale "Polesia", poi trasferito alla 59ª Brigata motorizzata e sostituito dal 2º Battaglione di difesa territoriale "Horyn", in seguito completamente integrato come battaglione motorizzato.
A partire dal 2015 la brigata ha combattuto durante la guerra del Donbass, prendendo parte alla battaglia di Debal'ceve. Il 18 novembre dello stesso anno le decorazioni sovietiche (Ordine della Bandiera Rossa e di Suvorov) sono state rimosse dal nome dell'unità. Il 22 agosto 2016 è stato rimosso anche il titolo di unità delle guardie. Il 22 agosto 2018 la brigata è stata ufficialmente dedicata al principe ruteno e Grande atamano di Lituania Konstanty Ostrogski. Nel 2020 sono è iniziata la consegna dei primi T-72AMT, ultima versione rimodernata del T-72 sovietico.

#### Guerra russo-ucraina
Dal 24 febbraio 2022 la brigata ha preso parte ai combattimenti durante l'invasione russa dell'Ucraina, venendo schierata nel Donec'k settentrionale fin dall'inizio della guerra. All'inizio di maggio l'unità ha contrastato con successo un tentativo russo di oltrepassare il fiume Donec all'altezza del villaggio di Dronivka, infliggendo pesanti perdite ai reparti nemici. Successivamente ha partecipato alla difesa dell'area a sud di Popasna, principale punto di pressione delle forze russe nella regione, venendo costretta a ritirarsi verso Bachmut per evitare l'accerchiamento in seguito in seguito allo sfondamento nemico nel settore della 24ª Brigata meccanizzata. Il 6 maggio 2022, in occasione della Giornata della Fanteria, è stata insignita del titolo onorifico "Per il Valore e il Coraggio" da parte del presidente ucraino Volodymyr Zelens'kyj.
Dopo aver trascorso un periodo di riposo fra luglio e agosto nelle retrovie presso Kramators'k per ripristinare la capacità operativa, a settembre è stata impiegata durante la controffensiva ucraina nella regione di Charkiv, avanzando su Izjum da sud insieme alla 4ª Brigata corazzata e all'81ª Brigata aeromobile e liberando la città l'11 settembre. È invece rimasta in seconda linea durante il successivo sfondamento ucraino a Lyman, venendo in seguito trasferita a difesa di Bachmut a causa dell'intensificarsi degli assalti russi contro la città. Qui la brigata ha tenuto la posizione durante durissimi combattimenti per circa due mesi, fino alla rotazione delle unità effettuata dal comando ucraino a metà dicembre, durante la quale la 30ª e la 93ª Brigata meccanizzata sono state sostituite dalla 54ª Brigata meccanizzata e dalla 71ª Brigata cacciatori. L'unita è stata successivamente rischierata più a sud, nell'area di Kurdjumivka. Durante la prima settimana di febbraio, supportata dalla 40ª e dalla 45ª Brigata artiglieria, ha svolto un cruciale contrattacco sulle colline a ovest di Blahodatne, ristabilizzando la situazione dopo lo sfondamento russo della linea fortificata a nord di Bachmut. Nei mesi successivi ha continuato a operare ai fianchi della penetrazione russa verso Bachmut, impedendo l'accerchiamento della città. Durante la primavera del 2023 il 66º Battaglione fucilieri, che aveva combattuto a Torec'k e successivamente a Bachmut con la 30ª Brigata, è stato sciolto e il suo personale trasferito alla 118ª Brigata meccanizzata appena costituita. A luglio ha condotto un contrattacco, supportata da elementi della 127ª Brigata di difesa territoriale e della 56ª Brigata motorizzata, riconquistando il villaggio di Orichovo-Vasylivka sul fianco nord di Bachmut. Nei mesi successivi ha continuato a combattere nel settore di Bachmut, ma a settembre il 2º Battaglione della brigata è stato distaccato per venire impiegato a difesa del settore di Kup"jans'k. In questo settore il battaglione, fra dicembre 2023 e gennaio 2024, ha fornito supporto alla 14ª Brigata meccanizzata nel respingere diversi importanti assalti russi al villaggio di Syn'kivka, infliggendo gravi perdite alla 25ª e alla 138ª Brigata fucilieri motorizzata delle guardie. Nella corso della prima metà del 2024, insieme alla 4ª Brigata corazzata, ha respinto tutti i tentativi di avanzata russa nell'area di Kup"jans'k, infliggendo numerose perdite ai reparti meccanizzati avversari.

## Struttura
- Comando di brigata[8]
- 1º Battaglione meccanizzato
- 2º Battaglione meccanizzato
- 3º Battaglione meccanizzato
- 2º Battaglione fanteria motorizzata "Horyn" (Rivne, unità militare A4367)[36]
- 1º Battaglione fucilieri
- 2º Battaglione fucilieri
- Battaglione corazzato (T-64B e T-64BV)
- Battaglione sistemi senza pilota "Evil Peregrines"
- Gruppo d'artiglieria
  - Batteria acquisizione obiettivi
  - Battaglione artiglieria semovente (2S3 Akatsiya)
  - Battaglione artiglieria semovente (2S1 Gvozdika)
  - Battaglione artiglieria lanciarazzi (BM-21 Grad)
  - Battaglione artiglieria controcarri (MT-12 Rapira)
- Battaglione artiglieria missilistica contraerei
- Battaglione genio
- Battaglione manutenzione
- Battaglione logistico
- Compagnia ricognizione (BRDM-2)
- Compagnia cecchini
- Compagnia guerra elettronica
- Compagnia comunicazioni
- Compagnia radar
- Compagnia difesa NBC
- Compagnia medica

## Comandanti
- Colonnello M. Rystjev (settembre 1991 - settembre 1992)
- Maggior generale B. Bohul's'kyj (settembre 1992 - agosto 1995)
- Colonnello M. Kolisničenko (agosto 1995 - novembre 1997)
- Maggior generale Mychajlo Koval' (novembre 1997 - dicembre 1999)[37]
- Maggior generale Viktor Myšakovs'kyj (dicembre 1999 - luglio 2002)[38]
- Colonnello Petro Lytvyn (luglio 2002 - febbraio 2005)[39]
- Colonnello Jurij Mykolenko (febbraio 2005 - luglio 2006)[40]
- Colonnello Ihor Dovhan' (luglio 2006 - dicembre 2008)
- Colonnello Oleksandr Nesterenko (dicembre 2008 - luglio 2014)[41]
- Tenente colonnello Vitalij Jakubov (luglio 2014 - marzo 2015)
- Colonnello Ivan Haraz (marzo 2015 - giugno 2022)[42]
- Colonnello Volodymyr Silenko (giugno 2022 - aprile 2025)[43]
- Colonnello Dmytro Dobuš (aprile 2025 - in carica)[44]